# Merosidade
Merosidade (do grego méros, que significa "ter partes") refere-se ao número de partes componentes num verticilo distinto de uma estrutura vegetal. O termo é mais comumente usado no contexto da descrição da flor, onde se refere ao número de sépalas por verticilo do cálice, o número de pétalas por verticilo da corola, o número de estames por verticilo do androceu, ou o número de carpelos num verticilo do gineceu. O termo também pode ser usado para se referir ao número de folhas num verticilo de foliar.
|               | Substantivo | Adjectivo         |
| ------------- | ----------- | ----------------- |
| 2 partes      | dimeria     | dímero, 2-mero    |
| 3 partes      | trimeria    | trímero, 3-mero   |
| 4 partes      | tetrameria  | tetrâmero, 4-mero |
| 5 partes      | pentameria  | pentâmero, 5-mero |
| muitas partes | polimeria   | polímero          |
| poucas partes | oligomeria  | oligómero         |

O adjetivo "n" refere-se a um verticilo com "n" partes, em que "n" é qualquer número inteiro superior a um.
Na natureza, cinco ou três partes por verticilo têm a maior frequência de ocorrência, mas quatro ou duas partes por verticilo não são incomuns. É importante notar que dois verticilos consecutivos de pétalas dímeras são frequentemente confundidos com pétalas tetrâmeras.
Se todas as espirais de um determinado arranjo floral tiverem a mesma merosidade, diz-se que a flor é isómera, caso contrário a flor é anisómera. Por exemplo, o Trillium é isómero, uma vez que todos os verticilos são trímeros (um verticilo de três sépalas, zero ou um verticilo de três pétalas, dois verticilos de três estames cada e um verticilo de três carpelos). O Trillium também tem um verticilo de três folhas.
|                  | Substantivo | Adjectivo |
| ---------------- | ----------- | --------- |
| partes iguais    | isomeria    | isómero   |
| partes desiguais | anisomeria  | anisómero |